# International Centre for Migration Policy Development
Das International Centre for Migration Policy Development (ICMPD) mit Sitz in Wien ist eine internationale Organisation, die 1993 von Österreich und der Schweiz gegründet wurde und mittlerweile 20 Mitgliedsstaaten (Stand 2023) umfasst. Das ICMPD hat derzeit rund 480 Mitarbeiter, eine Mission in Brüssel sowie Vertretungen in Europa, Nordafrika und im Nahen Osten.

## Zweck
Das ICMPD wurde gegründet, um Forschung, Projekte und Aktivitäten zu migrationsbezogenen Themen durchzuführen und politische Empfehlungen an die Regierungsbehörden von Staaten sowie an externe staatliche und zwischenstaatliche Stellen zu geben. Nach Eigendarstellung ist das ICMPD eine internationale Organisation mit 20 Mitgliedsstaaten und ist in mehr als 90 Ländern aktiv mit knapp 500 Mitarbeitern. Die Organisation hat außerdem Beobachterstatus bei den Vereinten Nationen.
Das ICMPD soll nach eigenen Angaben Entscheidungsträgern und Politikern die Grundlagen für ihre Entscheidungen liefern.
Das ICMPD kooperiert nach eigenen Aussagen mit Regierungen, internationalen Organisationen, Forschungsinstituten und Mitgliedern der Zivilgesellschaft bei der Entwicklung von Richtlinien in migrationsbezogenen Bereichen sowie bei der Organisation von Schulungen etc. zum Transfer von Know-how im Umgang mit Migrationsfragen.
Das ICMPD wurde ursprünglich als ziviler Think Tank gegründet und war bis 2015 auf Osteuropa und den Balkan fokussiert.
Seit 2016 hat das ICMPD seinen Schwerpunkt auf nordafrikanische Länder wie Libyen, Tunesien und Marokko verlagert und setzt dort direkt Grenzkontrollprojekte um, organisiert die Beschaffung für Grenzaufrüstungen, beteiligt sich an der Gestaltung von Curricula für Polizeiausbildungsprogramme und an der Entwicklung von Überwachungstechnologie.
Im Oktober 2020 schrieb der bayerische Innenminister Joachim Herrmann (CSU) an den damaligen Bundesinnenminister Horst Seehofer, er plane, in Zusammenarbeit mit Michael Spindelegger und dem ICMPD eine spezielle Art von digitaler Flüchtlingskarte in Bayern einzuführen, die als Debitkarte dienen könne und als Modell für ähnliche Projekte in Europa dienen solle. Seehofer bezeichnete das Vorhaben sogar als „Leuchtturmprojekt“. Initiator der Idee sei das ICMPD gewesen.
Darüber hinaus ist das ICMPD mit seinen Aktivitäten zum Aufbau von Kapazitäten in verschiedenen Bereichen des Migrationsmanagements vor Ort präsent.

## Kritik

### Menschenrechtsverletzungen in Nordafrika
Experten weisen wiederholt auf die geringe Wahrnehmung des ICMPD in der Öffentlichkeit und außerhalb politischer Fachkreisen hin. Das ICMPD ist unter anderem auch in Libyen, Marokko und Tunesien aktiv und unterstützt dort im Auftrag der EU die Küstenwachen mit Trainings, Equipment und dem Bau von Trainingscentern. Verschiedene Projekte des Centers stehen in der Kritik, unter anderem auch die Zusammenarbeit mit der libyschen Küstenwache, die immer wieder wegen Menschenrechtsverletzungen kritisiert werden. Beispielsweise sei der marokkanischen Behörde eine Überwachungssoftware für Mobilgeräte übermittelt worden. Unter anderem wird auch darauf verwiesen, dass Finanzen zu intransparent seien.

### »Österreichisches Guantánamo«in Bosnien
Im Mai 2023 reichte das International Centre for Migration Policy Development am Handelsgericht Wien eine Klage wegen kreditschädigender Äußerungen gegen die Nichtregierungsorganisation SOS Balkanroute und den Gründer und Obmann Petar Rosandić (Kid Pex) ein. Hintergrund ist eine von der ICMPD im Flüchtlingslager Lipa in Bosnien und Herzegowina eingerichtete Internierungsanstalt, die Rosandić als „österreichisches Guantanamo“ bezeichnete. Maria Windhager, die Anwältin, die die NGO und Rosandić in der Rechtssache vertrag, orteten eine SLAPP-Klage. Rosandić bezeichnete die Klage in einer Aussendung als „politische[n] Einschüchterungsversuch, wie man diese sonst aus Ungarn, Russland oder Serbien kennt“ sei. Nach Verhandlung im Juli 2023 wurde die Klage vom Handelsgericht in Wien abgewiesen, im November 2023 lag die schriftliche Ausfertigung des Urteils vor und wurde im Dezember 2023 rechtskräftig.
Ende Mai 2024 wurde über interne Ermittlungen wegen Korruptionsverdachts im Bosnien-Büro berichtet.

## Mitgliedsstaaten

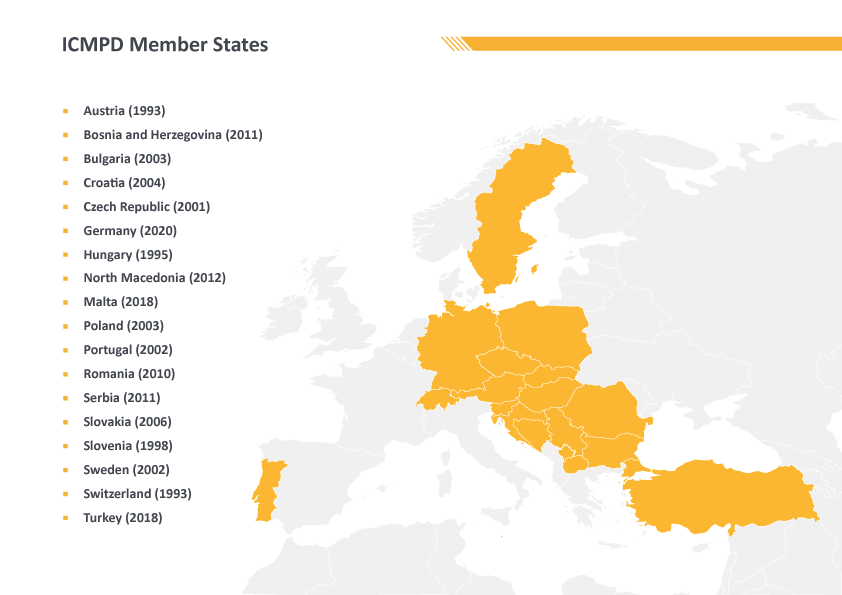
Mitgliedsstaaten der ICMPD (Stand 2020)

Nach der Gründung im Jahr 1993 durch Österreich und die Schweiz kamen 1995 Ungarn und 1998 Slowenien hinzu. 2001 wurde Tschechien Mitglied, 2002 folgten Portugal und Schweden, 2003 Bulgarien und Polen, 2004 Kroatien, 2006 die Slowakei, 2010 Rumänien, 2011 Bosnien und Herzegowina und Serbien und 2012 die Republik Nordmazedonien. Malta und die Türkei traten beide 2018 bei. Deutschland trat 2020 der ICMPD bei. Griechenland folgte im Jahr 2021 und die Niederlande 2023.

## Generaldirektoren
- Jonas Widgren (1993–2004)[28]
- Gottfried Zürcher (2004–2009)[29]
- Peter Widermann (2010–2014)[6]
- Gabriela Abado (2015–2016)[30]
- Michael Spindelegger (2016–heute)[1]

Anfang Juni 2025 wurde Susanne Raab zur Nachfolgerin von Michael Spindelegger ab 2026 gewählt.